# Mohamed Jider
Mohamed Jider (en árabe : محمد خيضر) (Biskra, Argelia; 13 de marzo de 1912 - Madrid, España; 3 de enero de 1967) fue un político y activista argelino, quien luchó en la guerra de Independencia de Argelia.

## Biografía
Mohamed Jider comenzó su vida laboral en una fábrica de tabaco, actividad que abandonó más tarde para trabajar como cobrador de billetes en el tranvía de Argel. 
Durante la década de 1920, en contacto con europeos de diferentes entornos socioeconómicos, especialmente sindicalistas, Jider se impregnó de las ideas y adquirió conocimientos que le serían útiles en su carrera como activista. Muy joven, se afilió al Partido Revolucionario Nacional (PNR). Creado por un militante del partido comunista, Sid Ahmed Belarbi, formado por un círculo de jóvenes activistas que se reunía para debatir diversos temas. 
En 1934, el PNR se acercó a las posturas de la Estrella norteafricana (ENA) donde Jider terminó uniéndose. Tras su disolución en 1937, militó en las filas del  Partido del Pueblo Argelino (PPA) fundado en 1937 por Messali Hadj. 
Ese mismo año, fue elegido miembro permanente del PPA como secretario de la oficina de Argel  asumiendo también  las funciones de tesorero de la sección marina de Argel. El PPA se disolvió durante la Segunda Guerra Mundial, sus miembros fueron perseguidos y el 28 de marzo de 1941, Khider fue arrestado por atentar contra la seguridad del Estado y encarcelado hasta 1944. Tras ser liberado, fue arrestado nuevamente en 1945 después de la Masacres de Sétif y Guelma y encarcelado en el fuerte militar de Bouzereah.
Liberado en 1946, Mohammed Jider fue uno de los artífices de la transformación del PPA que se divide en 2 partidos, uno legal, el Movimiento por el Triunfo de las Libertades Democráticas (MTLD), el otro secreto, la Organización Speciale (OS).
Fue elegido en la lista de diputados del MTDL por Argel en la Asamblea Nacional francesa el 30 de noviembre de 1947. Nombrado miembro del Comité de Pensiones, de Salud Pública y del Comité de Prensa.
En 1949, se vio implicado en el caso del atentado a la principal oficina de correos de Orán, organizado por la Organización Speciale (OS). Ahmed Ben Bella, responsable de este movimiento, fue encarcelado a raíz del atentado.
Acusado de haber utilizado su vehículo personal para transportar el dinero robado de Orán, el tribunal ordenó contra Jider el retiro de su inmunidad parlamentaria en previsión de su encarcelamiento.
Ante esta situación, Jider optó por el exilio a El Cairo en contra del consejo de Ahmed Ben Bella de ponerse a disposición del tribunal.

## Inicios en la Organización Secreta
El Partido del Pueblo Argelino, único organismo político independentista, luchó en 2 frentes separados a partir de 1946 tras la liberación de Mohamed Jider. El primero se relacionó con el dominio político y se llevó a cabo al amparo de la MTDL. Su programa consistía en reivindicar los derechos civiles, económicos y sociales del pueblo argelino, llamando a la independencia del país. El segundo frente consistió en una actividad estrictamente secreta que operaba a través de la Organización Secreta (OS). 
Éste escogía a sus elementos entre la élite del partido, es decir, entre los voluntarios que estaban dispuestos a cumplir misiones,  
siempre que se dieran las condiciones requeridas.
Los servicios de inteligencia coloniales lograron hacerse con un número determinado de miembros de la OS, dando lugar a una serie de detenciones y condenas en las bases del Partido del Pueblo Argelino. 
El partido sufrió campañas de represión, que empujaron a un gran número de militantes a refugiarse en Túnez, Marruecos, Francia o Arabia.
A pesar de la represión, un pequeño grupo de líderes que se encontraban refugiados en Argelia y en Francia, continuó con la lucha entre los que se encontraban Mohamed Jider , Ahmed Ben Bella y Hocine Ait Ahmed. 
El grupo fue acogido por diversas autoridades y en particular, por el Comité de Liberación del Magreb Árabe que dirigía Med Ben Abdelkrim Khattabi, por la Liga Árabe y Gamal Abdel Nasser.
El OS dirigido por Hocine Ait Ahmed y luego por Ben Bella, fue desmantelado en 1950. 
Tras el exilio de Jider a El Cairo, cuna del Movimiento de Liberación Árabe, fue asistente de Chadi Mekki a cargo de la sección argelina en la Oficina del Magreb Árabe. En 1952, Jider asumió la dirección de la sección argelina como delegado de la MTDL. En 1951, Hocine Ait Ahmed y Amed Ben Bella se incorporaron a la Oficina del Magreb Árabe junto con Mohammed Jider .

### Comité Revolucionario de Unidad y Acción
En 1950 se produjo una división dentro de la MTDL. Los mesalistas y los centralistas se enfrentaron ya que estos últimos denunciaban el culto a la personalidad que rodeaba a Messali. Para intentar superar esas disputas y volver a unir el partido, se creó el Comité Revolucionario de Unidad y Acción (CRUA) formado por los denominados 9 líderes históricos: Mohamed Boudiaf, Mustapha Ben Boulaïd, Rabah Bitat, Larbi Ben Mhidi, Mourad Didouche, Mohamed Jider, Ait Ahmed y Ben Bella. 
Este grupo encabezó el levantamiento del 1 de noviembre de 1954, llamando a la revuelta por las armas contra la ocupación francesa. Se crearon 2 organizaciones, una política el Frente de Liberación Nacional (Argelia), la otra militar el Ejército de Liberación Nacional (Argelia) (ALN). 
Jider fue presidente del FLN y entre 1955 y 1956 viajó a Italia y Yugoslavia donde conoció a un enviado de Guy Mollet. También visitó Libia para buscar apoyo allí.
El 19 de octubre de 1956, Jider acompañado de Ait Ahmed, Ben Bella, Boudiaf y Lacheraf viajó a Marruecos para encontrarse con el sultán Mohammed V. Se trataba de discutir la reunión que se iba a celebrar en Túnez para la creación de un conjunto norteafricano que permanecería vinculado a Francia de una manera aún por determinar. La creación de una confederación norteafricana debería permitir resolver todos los problemas pendientes. Sin embargo, el avión en el que viajaban Jider y sus 4 compañeros de Rabat a Túnez fue desviado a Argel por la autoridad militar francesa. Los 5 líderes fueron interrogados y trasladados a París a la prisión de Fresnes. A finales de marzo de 1962, tras los Acuerdos de Évian, los 5 serán liberados.  
Liberado en 1962, Jider apoyó a Ben Bella y se convirtió en Secretario General y Tesorero del FLN. Tras diferencias con Ben Bella en 1963, se vio obligado a exiliarse. Antes de su partida, Jider mostró una faceta conservadora e islamista, al apoyar la fundación de la asociación religiosa El Qiyam, que reclamaba la aplicación de la sharia, y durante el Ramadán declaró por radio que "todo musulmán que no practicara estrictamente el Ramadán no podía ser considerado argelino", fue el pensador egipcio de Hermanos Musulmanes Tewfik El Shawi quien le escribió este discurso, según sus memorias .
Desde Ginebra, anunció oficialmente su oposición a la dictadura del FLN. A esto siguió el asunto conocido como el "tesoro del FLN", en el que Ben Bella y luego Houari Boumédiène le acusaron de haber malversado los fondos del FLN que él gestionaba. Jider declaró su oposición al golpe de Estado y al régimen autocrático del coronel Boumédiène en 1965.
A la cabeza de los fondos del FLN, Jider anunció que financiaría cualquier proyecto destinado a luchar contra el régimen existente. Para depositar estos fondos, creó la Banque Commerciale Arabe (BCA) en Suiza con la participación de François Genoud. El gobierno argelino interpuso varias demandas contra el BCA para demostrar su ilegitimidad, en vano.

## Asesinato
El 3 de enero de 1967, en España, Mohamed Jider fue asesinado por los servicios especiales argelinos en Madrid. Una noche, cuando se disponía a salir, alguien se acercó a su coche delante de su casa y le disparó varias veces con una pistola, lo que resultó mortal. Rabah Boukhalfa, agregado cultural de la Embajada de Argelia en Madrid, fue interrogado y se encontró en su domicilio un revólver de 9 milímetros con una bala en el cañón.